# Mont Ngaoui
Le mont Ngaoui est une montagne de la République centrafricaine. Son sommet est, avec 1 410 m d’altitude, le point culminant du pays et du massif de Yadé, partie orientale de l'Adamoua.